# Gordonvale

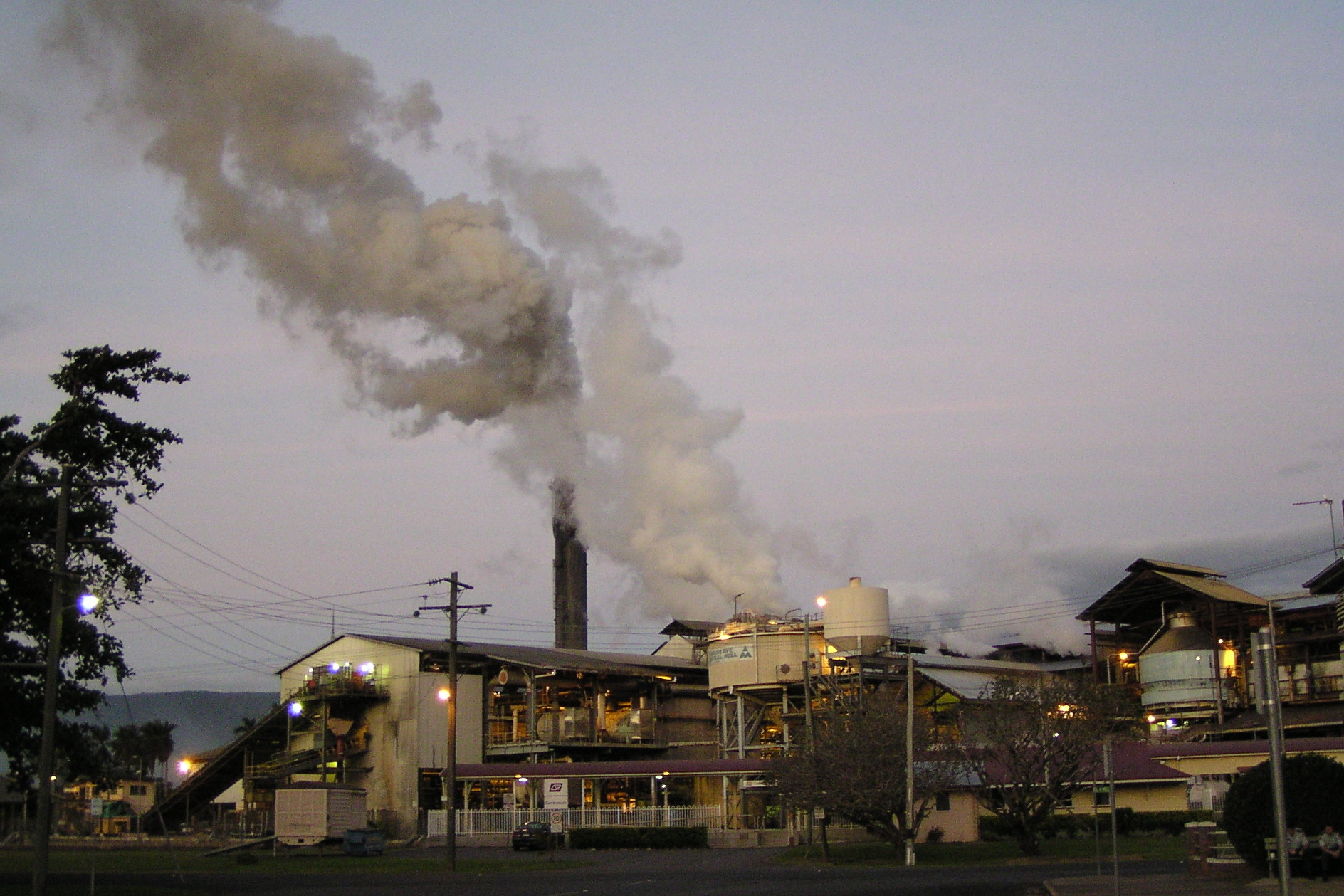
Indústria de beneficiamento de milho em Gordonvale

Gordonvale é um pequeno distrito pertencente à cidade de Cairns na Austrália. O subúrbio é conhecido pelas suas plantações de cana-de-açúcar e milho. 
O subúrbio era chamado anteriormente de Mulgrave. 
O nome Gordonvale foi escolhido para homenagear John Gordon, pioneiro do distrito.